# Stay (The Kid Laroi & Justin Bieber)
Stay is een nummer van de Australische rapper en zanger the Kid Laroi en de Canadese zanger Justin Bieber. Het nummer werd uitgebracht via Grade A Productions en Columbia Records op 9 juli 2021, als de eerste single van Laroi's mixtape, F*ck Love 3: Over You . Het nummer werd geproduceerd door Cashmere Cat, Charlie Puth, Omer Fedi en Blake Slatkin. Het nummer zelf werd dan weer geschreven door de twee artiesten zelf in samenwerking met de producers, en de FnZ- leden Finatik en Zac. Het nummer is al de tweede samenwerking tussen Laroi en Bieber, na Biebers nummer "Unstable", een nummer van zijn zesde studioalbum, Justice, dat in maart 2021 werd uitgebracht.
"Stay" piekte op nummer één in de Billboard Hot 100 en werd Laroi's eerste hit en Biebers achtste. Het nummer stond bovendien bovenaan de Global 200 en de nationale hitlijsten van Australië, Oostenrijk, Canada, Tsjechië, Denemarken, Finland, Duitsland, India, Maleisië, Nederland, Nieuw-Zeeland, Noorwegen, Singapore, Slowakije en Zweden. Het heeft ook een al een top-tien gehaald in 17 andere landen.

## Achtergrond
Op 20 september 2020 deelde Laroi een fragment van het nummer op een Instagram- livestream, gevolgd door een langer fragment in betere kwaliteit dat op 29 oktober 2020 werd bekeken op een livestream van Rolling Loud. Biebers bijdrage aan het nummer werd onthuld op 31 mei 2021. Het nummer is op 2 juni 2021 volledig uitgelekt op een Discord-

## Release
Op 16 juni 2021 hintten Laroi en Bieber op een nieuwe samenwerking. In de aanloop naar de release kondigden Laroi en Bieber het nummer allebei meerdere keren aan op hun social media-accounts door fragmenten te plaatsen en de teksten vrij te geven. Laroi had later twijfels over het uitbrengen van het nummer, maar door de grote aandacht van de fans werd het nummer toch uitgebracht. 

## Videoclip
De officiële videoclip voor "Stay", geregisseerd door Colin Tilley, ging in première naast de release van het nummer op 9 juli 2021 om middernacht. Elisa Talbot diende als cameraman van de video terwijl Jack Winter de video produceerde, met Jamee Ranta en Tilley als uitvoerende producenten.

## Live optredens
"Stay" werd voor het eerst live gezongen op 9 juli 2021, waar Laroi zich bij Bieber voegde tijdens een set van 18 nummers in het Encore Theatre in het Wynn Las Vegas. Een live-optreden video van het nummer van Biebers Las Vegas show werd geüpload op Laroi's YouTube-kanaal. De twee voerden het nummer een dag later ook uit tijdens een opening van een nieuw hotel.